# Džihád

Věk chalífátů
Expanze za Mohameda, 622–632/A.H. 1-11
Expanze za rášidského chalífátu, 632–661/A.H. 11-40
Expanze za Umajjovců, 661–750/A.H. 40-129

Džihád (arabsky جهاد‎) je termín označující náboženskou povinnost muslimů usilovat o rozšiřování islámu ve vlastním srdci i ve světě.

## Etymologie
Slovo džihád je dle arabské gramatiky tzv. podstatným jménem slovesným vytvořeným od slovesa džáhada (snaha o důležitou věc), které se dále utváří ze slovesa džuhd (snaha o jakoukoliv věc). Kořen slova je trojkonsonantní dž-h-d, tento kořen v arabštině obvykle symbolizuje snahu. V arabštině se od kořene slova odvozují i další významy, tedy pokud vezmeme slovo džihád a změníme jej ve slovo mudžáhada, získáme slovo vyjadřující obětování se v rámci vyššího dobrého cíle, odsud již vede jen malá cesta ke slovu mudžáhid, což znamená bojovník za spravedlivou věc.
Pojem džihád označuje náboženskou povinnost muslimů usilovat o šíření islámu. Džihád slovem znamená šíření zvěsti proroka Muhammada, džihád mečem znamená vedení války za obranu islámu, džihád rukou znamená charitu. Vedle zmíněných existuje ještě džihád srdcem znamenající přemáhání hříchu a osobní zbožnost.

## Džihád – nábožensko-právní rozbor
Pojem džihád se v historii mnohokrát měnil a přibíral různé významy a funkce. Během raného období islámské ummy (obce) v Mekce byl džihád především osobním rozvojem, zatímco později (jak je zmíněno dále) se měnil a přibíral další funkci – funkci šiřitelskou. Pokud jde o koránské verše a džihád, záleží na tom, z jaké doby jsou psány. Starší verše zdůrazňují právě jeho osobní část, zatímco verše pozdější do popředí dávají jeho šiřitelskou (tzn. i válečnou) část.
V náboženskoprávní rovině má v islámu pojem džihád několik významů, které jsou navíc různě vykládány islámskými právními školami. Základem džihádu je snaha o spravedlivou věc. V této věci se shodnou všechny islámské právní školy. Sporným bodem je, jakým způsobem má být tato snaha prováděna. Existuje mnoho výkladů, mezi nejrozšířenější patří výklad, že džihád je především šíření víry všemi možnými prostředky. Tento džihád má pak mnoho daných pravidel pro šíření víry. K tomuto výkladu se někdy přidává i vysvětlení pojmu džihád jakožto snahy o vlastní sebezdokonalení v duševní rovině a větší snahu o rozvoj vlastní zbožnosti. Do extrému vede výklad džihádu hlavně tzv. Hanbalovská právní škola, která džihád (a to i džihád mečem) řadí na roveň pilířům víry, tzn. přidává k nim džihád jakožto šestý pilíř víry, a tak v podstatě vyzývá věřící k ozbrojenému boji proti všem nevěřícím.
Na Západě se džihád často chápe ve významu svaté války vedené proti nevěřícím, tj. nemuslimům. Tento význam ovšem islámské chápání nezná. Tradičně se rozlišují čtyři druhy džihádu:
1. Džihád srdcem (al-džihád bi´l-kalb) – Přemáhání hříchu, projevy zbožnosti.
2. Džihád jazykem (al-džihád bi´l-lisán) – Podpora a šíření misijní činnosti islámu.
3. Džihád mečem (al-džihád bi´l-sajf) – Vedení válek za obranu islámu.
4. Džihád rukou (al-džihád bi´l-jad) – Pomoc potřebným, charitativní činnost.[2]

Problémy s výkladem džihádu se tak vedou především v rovině výběru, které z těchto částí pojmu jsou důležité a jak je lze přesně interpretovat. Zmíněna byla škola Hanbalovská, která upřednostňuje 3. uvedenou složku, tedy džihád mečem. Existují však i školy v této věci liberálnější, popřít však zcela džihád mečem nelze. Časté je však zredukování jeho funkce na obranný džihád.

## Džihád mečem
Základními termíny džihádu mečem jsou Dár al-harb („dům války“) a Dár al-islam („dům islámu“). Dár al-islam je v území, kde se smí volně šířit islámská víra, zatímco Dár al-harb je území, kde je potlačována. O přesný význam těchto termínů se samozřejmě vedou spory. Jedním názorem je, že Dár al-islam je jen území ovládané muslimskými vládci, kde je prosazována šaría (islámské tradiční právo) a kde jinověrci platí daň z hlavy (daň je džizja, plátci této daně jsou označováni jako dhimmí), zatímco Dár al-harb je celý zbylý svět. Umírněnější teorie tvrdí, že Dár al-islam je i území států, kde islám není diskriminován, tedy například i evropské země. Dalším možným názorem je i to, že za Dár al-islam lze považovat i území ovládané nemuslimy, kde je však muslimům dána svoboda v prosazování šaríi. Některé právní školy znají i pojem Dár al-ahd („území dohody“), tedy území, se kterými má islámský stát diplomatické či obchodní smlouvy, které jsou pro něj významné.
Džihád mečem jako takový musí vyhlásit ulamá (vykladači práva) v tzv. fatwách. Zde je džihád ospravedlněn a je jasně vyložen jeho cíl a zdůvodnění. Fatwa je základním předpokladem pro vyhlášení útočného i obranného džihádu. V historii byli obvykle ulamá požádáni panovníky o vyhlášení džihádu. Nebylo nezvyklé, že část ulamů fatwu sepsala a vyhlásila džihád, kdežto další část jej naopak ve své fatwě popřela.
Dalším významným faktorem pro džihád mečem je i to, proti komu je veden. Existují tři typy možných nepřátel:
- Ahl al-kitáb (lid Písma)
- Murtadd (odpadlíci)
- Mušrik (jinověrci, polyteisté)

Pravidla džihádu se pak liší dle nepřítele. Nejmírnější jsou rozhodně vůči Ahl al-kitáb, jelikož islám uznává proroky judaismu a křesťanství (Ježíš-Isá, byl uznávaný i Mohamedem, avšak ne jako syn Boží, ale pouze jako jeden z abrahámovských proroků před posledním z nich, Mohamedem). Boj proti mušrikům je potom bojem za šíření víry (džihád), ovšem mušrikové, jelikož nepoznali pravdu o jediném Bohu, jsou pak bráni za nespravedlivé (na rozdíl od ahl al-kitáb). Murtadd jsou na podobné úrovni jako mušrikové a jde o jediný případ legitimní války proti jiným muslimům. S těmito pojmy pak souvisí pojem da´wa („výzva“). Da´wa má být vyřčena před každým bojem a měla by symbolizovat vyzvání nepřítele, aby přestoupil k islámu a ušetřil tak obě strany boje – až po da´wě je možné legálně začít bojovat. V rané fázi islámu se da´wa dodržovala přísně, později její význam upadal, až se stala jen symbolickou částí boje. Přesto je da´wa řešena velice podrobně a pokud není dodržena, následují obvykle přísné tresty. Pokud například muslimský bojovník před bojem s pohanským otcem nepronese da´wu a zabije jej, musí rodině vyplatit odškodné. Těžší tresty platí samozřejmě pro případ zabití člena ahl al-kitáb.
K džihádu mečem se smí připojit v podstatě každý od 6 do 60 let, pokud jsou schopni boje. Pro děti je navíc nutné získat souhlas jejich rodičů. Pokud rodiče nesvolí, pak by dítě nesmělo být k džihádu mečem připuštěno. Některé právní školy ovšem stanoví i legální podmínky pro zamítnutí účasti na džihádu mečem. Jde například o to, že rodina nesouhlasí, aby šel syn bojovat proti ahl al-kitáb (i když tato podmínka není často uznávána), nebo potřeba dítěte doma, zvláště pokud jsou rodiče staří.
V otázce válečných zajatců existuje několik sporných výkladů (většinou se opírajících o různé verše Koránu, přičemž ale platí, že pozdější verš v Koránu zneplatňuje dřívější verš, pokud jsou tyto dva v rozporu). Muslimové by měli být po boji propuštěni, pokud slíbí, že znovu nepozvednou zbraně proti islámskému státu. Pokud jde o ahl al-kitáb, bývá muslimské právo též slitovné v případech, kdy poražení křesťané nebo židé souhlasí s tím, že jejich výklad náboženství podaný Biblí nebo Tórou je špatný, správný je výklad Koránu, a také to, že Mohamed byl posledním prorokem. Pokud toto nepřijmou, není s nimi zacházeno jako s lidem Písma, ale jako s bezvěrci. V případě pohanů (bezvěrců) je situace nejhorší, ti mají být podle Koránu, ale i příběhů v síře (život Mohameda) a hadísech (tradice Mohameda) zabíjeni, mučeni, zotročováni a ponižováni (např. Korán 8:12; 9:5). Ženy a děti by neměly být zabíjeny. 
Z hlediska válečné strategie existují dva sporné pohledy na mír. Dle umírněnějších škol je možné uzavřít i dlouhodobá příměří a žít v míru. Školy zastávající radikálnější názory pak tvrdí, že mír je možný jen v případě, že vítězství muslimů je nepravděpodobné nebo nemožné, anebo je-li mír dočasně výhodný. Existují i názory, že mír lze uzavřít i dlouhodobě, pokud je pravděpodobné, že druhý smluvní partner v budoucnu přijme islám. Pokud jde o bitvy a boje, převládá názor, že muslimové nesmí z boje utíkat. I když existují i názory, že pokud je pravděpodobná porážka, je možné se stáhnout nebo se bitvě vyhnout. Opět zde záleží hlavně na radikálnosti právní školy.

## Džihád mečem (al-džihád bi´l-sajf) v dějinách
Během raného období islámu (zhruba do 9. století) probíhal džihád mečem (al-džihád bi´l-sajf) ve všech formách prakticky nepřetržitě. Postupem času, jak se islámský stát rozpadal, se tento pojem měnil a ztrácel. Dá se říci, že poslední džihády mečem v pravém slova smyslu probíhaly v Indii a proti Byzantské říši (vedla Osmanská říše). Ve středověku potom byly vyhlašovány hlavně obranné džihády mečem (Almorávidé ve Španělsku, Ajjúbovci v Palestině). V pozdější době byly džihády mečem považovány spíše za přežitek nebo starou ideu, která není prakticky uskutečnitelná. Přesto občas došlo v pozdějších dějinách k vyhlášení džihádu mečem. Lze uvést například mahdistické povstání v Súdánu během 19. století, I. světovou válku a Osmanské vyhlášení džihádu nepřátelům trojspolku.